# بوشبا 2: القواعد
بوشبا 2: القواعد (بالإنجليزية: Pushpa 2: The Rule) هو فيلم درامي أكشن باللغة التيلجو الهندية عام 2024  من إخراج سوكومار وإنتاج مايثري موفي ميكر، بالتعاون مع كتابات سوكومار. نجوم الفيلم أللو أرجون في الدور الفخري، جنبا إلى جنب مع راشميكا ماندانا، فاهداه فاسيل، جاغاباتي بابو، دانانجايا، راو راميش، سونيل وأناسويا بهارادواج. إنه الجزء الثاني من سلسلة أفلام بوشبا والجزء الثاني لفيلم بوشبا: الصعود لعام 2021. يتتبع الفيلم شخصية بوشبا راج، وهو عامل صغير يراهن يوميًا ويصل إلى مرتبة تاجر خشب الصندل، ويكافح من أجل الحفاظ على عمله بينما يواجه معارضة شديدة من الشرطة بقيادة شيكاوات.
تم الإعلان رسميًا عن التكملة قبل أيام قليلة من إصدار الفيلم الأصلي في ديسمبر 2021، تحت عنوان بوشبا 2، بينما تم الإعلان عن العنوان الفرعي بوشبا 2: القواعد في أغسطس 2022. تم تصوير 10% من لقطات الفيلم في البداية بشكل متتابع مع الفيلم الأصلي. ومع ذلك، قرر سوكومار تغيير القصة، مما أدى إلى بدء التصوير الرئيسي للفيلم في أكتوبر 2022. تم تأليف موسيقى الفيلم بواسطة ديفي سري براساد، وتم التصوير السينمائي بواسطة ميروسلاف كوبا بروزيك، وتم التحرير بواسطة نافين نولي. تم إنتاج الفيلم بميزانية تتراوح بين 400 إلى 500 كرور ،  وهو أحد أغلى الأفلام الهندية. بمدة تشغيل تبلغ 200 دقيقة،  يعد الفيلم واحدًا من أطول الأفلام الهندية التي تم إنتاجها على الإطلاق.
تم إصدار فيلم بوشبا 2: القواعد عالميًا في 5 ديسمبر 2024 بتنسيقات ستاندرد و آيماكس وفور دي إكس ودي بوكس وبي في آر أيس. حقق الفيلم العديد من الأرقام القياسية في شباك التذاكر، وحقق أكثر من 1274 كرور روبية هندية (210 مليون دولار أمريكي) –  1414 كرور روبية هندية (230 مليون دولار أمريكي)  في جميع أنحاء العالم في اثني عشر يومًا، وبرز كأعلى فيلم هندي من حيث الإيرادات لهذا العام، وثاني أعلى فيلم في الهند من حيث الإيرادات، وثاني أعلى فيلم تيلجو من حيث الإيرادات، وثالث أعلى فيلم هندي من حيث الإيرادات.

## الحبكة
وصلت شحنة من خشب الصندل الأحمر إلى ميناء يوكوهاما في اليابان، حيث أصيب العمال بالصدمة عندما وجدوا بوشبا مختبئًا داخل إحدى الحاويات. يهاجمهم ويطالبهم بدفع ثمن الحمولة ولكن يتم إطلاق النار عليه ويسقط في البحر، مما يؤدي إلى ظهور ذكريات الماضي.
بعد إذلال إس بي بهانوار سينغ شيكاوات، صعد  بوشبا إلى السلطة كمهرب محترم، بينما ذهب شيكاوات للاختباء. يتنكر شيخاوات سراً في صورة عامل ويعترض شحنة ضخمة من خشب الصندل. في هذه الأثناء، تلتقي بوشبا مع رئيس وزراء ولاية أندرا براديش ناراسيمها ريدي، لكن يتم منعها من التقاط صورة معه لتجنب ردود الفعل السياسية. غاضبًا، يتعهد بوشبا بالإطاحة بالحكومة من خلال تعيين سيدابا رئيسًا للوزراء، وجمع 500 كرور روبية من خلال تهريب خشب الصندل.
أبرمت بوشبا صفقة مع الوزير المركزي كوجاتام فيرا براتاب ريدي والتقت بالمشتري الدولي حميد في جزر المالديف لبيع 2000 طن من خشب الصندل مقابل 5000 كرور روبية. ينضم العديد من المهربين إلى عصابة بوشبا، لكن مانجلام سرينو ودكشاياني، إلى جانب شيكاوات، يخططون لتخريب العملية. يقتل شيخاوات أحد أعضاء النقابة، مما يسبب الخوف بين الآخرين، الذين يحثون بوشبا على التنازل عن قيادته لسرينو.
ومع ذلك، ينجح بوشبا في استخدام حيله وطرق تهريب خشب الصندل إلى تشيناي حتى وجهته النهائية في سريلانكا. أثناء النقل، يلاحقه شيخاوات ويطلق النار على جميع الشاحنات، مما يجبر السائقين على الهرب. أشادت وسائل الإعلام بشيخاوات لقيامه بالغارة، لكن سرينو أدرك أن الحمولة لم تكن خشب الصندل بل خشب ساندرا، وهو خشب يشبه خشب الصندل الأحمر لكنه لا يحمل أي قيمة سوقية. وبدلاً من ذلك، قام بوشبا بإنشاء عربات تجرها الثيران محملة بالحمولة الفعلية ونقلها إلى تشيناي، بمساعدة غير مباشرة من شيكاوات نفسه.
وفي نهاية المطاف، تمكن شيخاوات من الحصول على إذن بتتبع الشحنة إلى رامسوارام، لكنه فشل في الاستيلاء عليها قبل عبورها الحدود الهندية السريلانكية. غاضبًا، أحرق موقع التخزين، ويبدو أنه قتل نفسه في الحريق. وفي هذه الأثناء، تكتشف سريفالي أنها حامل، وتحتفل بوشبا. لكن المأساة تقع عندما يتم الاعتداء على ابنة أخته، كافيري، خلال مهرجان ويتم اختطافها لاحقًا على يد بوغا ريدي، ابن شقيق فيرا براتاب ريدي. تتمكن بوشبا من إنقاذها، بعد أن قتلت بوغا وعصابته، إلى جانب سوبا ريدي، والد بوغا، وشقيق براتاب ريدي الأصغر. يتصالح مع عائلته المنفصلة عنه، ويحتفل بزفاف كافيري، فقط ليقوم شخص غامض بتفجير قنبلة في حفل الزفاف.

## الممثلون
- أللو أرجون بدور بوشبا راج
  - السيد دروفان بدور يونغ بوشبا راج
- راشميكا ماندانا بدور سريفالي، زوجة بوشبا
- فاهداه فاسيل بدور المشرف على الشرطة بهانور سينغ شيخاوات خدمة الشرطة الهندية
- جاغادييش براتاب بانداري بدور كيسافا "مونديلو"، صديق بوشبا.
- جاغاباتي بابو بدور الوزير المركزي كوجاتام فيرا براتاب ريدي
- سونيل بدور مانجالام سرينو
- أناسويا بهارادواج بدور داكشاياني "داكشا"، زوجة مانجالام سرينو.
- راو راميش بصفته عضو البرلمان بهوميريدي سيدابا نايدو
- دانانجايا بدور جالي ريدي
- شانموخ في دور جاكا ريدي
- ساتيا كمترجم ياباني
- تاراك بونابا في دور كوجاتام بوجا ريدي، ابن أخ براتاب ريدي
- اجاي بدور موليتي موهان راج، الأخ الأكبر غير الشقيق لبوشبا.
- سريتج بدور موليتي دارما راج، الأخ غير الشقيق الثاني لبوشبا
- بافاني كارانام في دور موليتي كافيري، ابنة أخت بوشبا وابنة موهان.
- سوراب ساشديفا بدور حميد
- آنشال مونجال بدور صديقة حميد
- أديثيا مينون بدور كوجاتام سوبا ريدي، الأخ الأصغر لبراتاب ريدي وبوجا. والد ريدي
- مايم جوبي بدور تشيناي موروغان
- براهماجي بدور مفتش فرعي كوباراج
- آادوكالام نارين بدور رئيس الوزراء (الهند) كيه في إم ناراسيمها ريدي
- كالبالاتا في دور بارفاتاما، والدة بوشبا
- داياناند ريدي في دور منيراتنام، والد سريفالي
- بيندو تشاندرامولي في دور والدة كافيري وزوجة موهان
- ديفي فادثيا في دور مينو أوما ديفي، مراسلة تلفزيونية
- سريلايلا (ظهور خاص في رقم العنصر "Kissik")

## موسيقى
تم تأليف الموسيقى التصويرية للفيلم بواسطة ديفي سري براساد، وكتب تشاندرابوس كلمات الأغاني. يتضمن الفيلم أيضًا موسيقى خلفية إضافية من تأليف Sam CS  وقد حصلت شركة تي سيريز على حقوق الموسيقى الخاصة بالفيلم مقابل 65 كرور روبية. تم إصدار الأغنية المنفردة الأولى بعنوان "Pushpa Pushpa" في 1 مايو 2024. تم إصدار الأغنية المنفردة الثانية بعنوان "Sooseki (أغنية الزوجين)" في 29 مايو 2024. تم إصدار الأغنية المنفردة الثالثة بعنوان "Kissik" في 24 نوفمبر 2024. تم إصدار الأغنية المنفردة الرابعة بعنوان "Peelings" في 1 ديسمبر 2024. تم إصدار الأغنية المنفردة الخامسة بعنوان "Gango Renuka Thalli" في 5 ديسمبر 2024 مع الألبوم.

## مستقبل
أظهر مشهد ما بعد الاعتمادات في الفيلم استمرار القصة مع نهاية مثيرة وكشف عن عنوان الجزء الثالث وهو بوشبا 3: الهيجان.

## ملحوظات
1. ↑  shown in بوشبا: الصعود (2021)

## روابط خارجية
- بوشبا 2: القواعد على موقع IMDb (الإنجليزية)
- بوشبا 2: القواعد على موقع روتن توميتوز (الإنجليزية)
- بوشبا 2: القواعد على موقع ألو سيني (الفرنسية)
- بوشبا 2: القواعد على موقع قاعدة بيانات الأفلام السويدية (السويدية)
- بوشبا 2: القواعد على موقع قاعدة بيانات الفيلم (الإنجليزية)
- بوشبا 2: القواعد على موقع ليتربوكسد (الإنجليزية)
- بوشبا 2: القواعد على موقع كينوبويسك (الروسية)